# Tetrasquilla mccullochae
Tetrasquilla mccullochae är en kräftdjursart som först beskrevs av Schmitt 1940.  Tetrasquilla mccullochae ingår i släktet Tetrasquilla och familjen Tetrasquillidae. Inga underarter finns listade i Catalogue of Life.